# 吻虾虎单极虫
吻虾虎单极虫（学名：Thelohanellus rhinogobii）为单极科单极虫属的动物。在中国，分布于浙江等，营寄生生活，寄生在吻虾虎的胆囊和肾。